# Třída Rani Abbakka
Třída Rani Abbaka je třída pobřežních hlídkových lodí indické pobřežní stráže. Celkem bylo postaveno pět jednotek této třídy. Mezi jejich úkoly patří hlídkování, prosazování námořního práva, potírání pirátství a pašeráctví, nebo mise SAR.

## Stavba
Celkem bylo loděnicí Hindustan Shipyard Ltd. (HSL) ve městě Visakhapatnam postaveno pět jednotek této třídy. Roku 2011 bylo objednáno dalších osm plavidel druhé série, později však byla zakázka zrušena.
Jednotky třídy Rani Abbaka:
| Jméno                    | Spuštěna          | Vstup do služby  | Status  |
| ------------------------ | ----------------- | ---------------- | ------- |
| ICGS Rani Abbakka (77)   | 28. května 2009   | 20. ledna 2012   | aktivní |
| ICGS Rani Avantibai (78) | 4. listopadu 2009 | 8. května 2013   | aktivní |
| ICGS Rani Durgavati (79) | 15. května 2010   | 6. července 2015 | aktivní |
| ICGS Rani Gaidinliu (80) | 6. listopadu 2010 | 19. října 2016   | aktivní |
| ICGS Rani Rashmoni (81)  | 15. července 2011 | 18. června 2018  | aktivní |

## Konstrukce

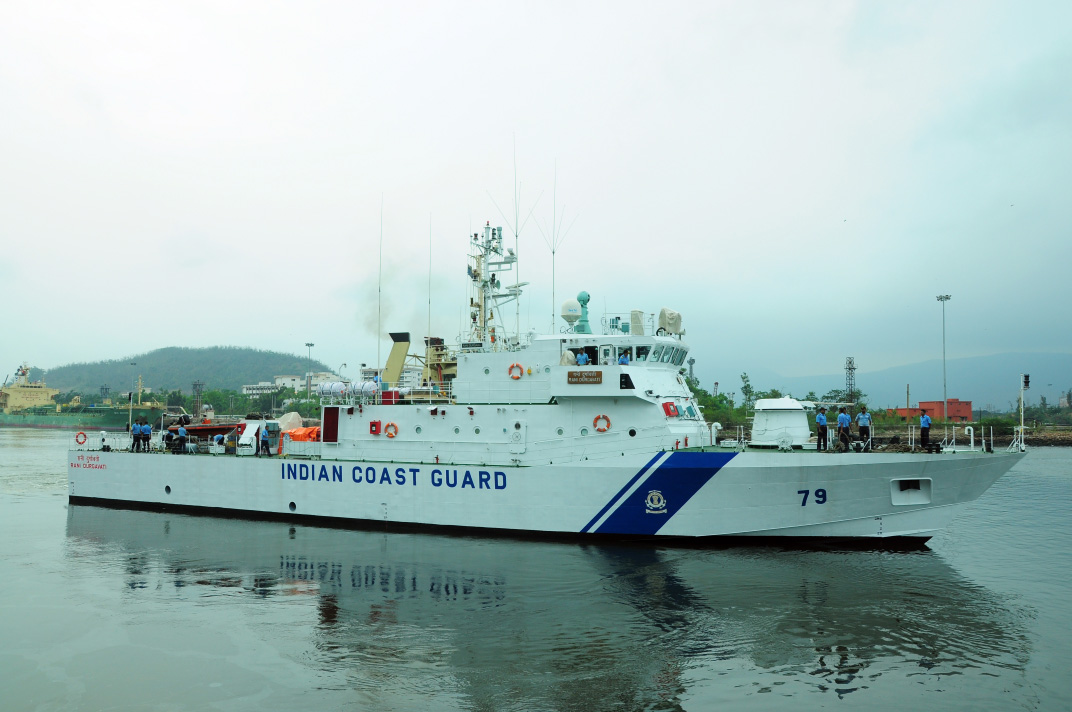
ICGS Rani Durgavati (79)

Plavidla mají ocelový trup. Jsou vybavena jedním rychlým inspekčním člunem RHIB a dvěma menšími čluny Gemini. Jsou vyzbrojena jedním příďovým 30mm kanónem CRN-91 s dosahem 4 km. Palbu řídí elektrooptický systém. Pohonný systém tvoří tři diesely MTU 16V 4000 M90, pohánějící tři vodní trysky Rolls-Royce KaMeWa 71SII. Nejvyšší rychlost dosahuje 31,5 uzlu. Dosah je 1500 námořních mil při ekonomické rychlosti 14 uzlů.